# Miral
Pour plus de détails, voir Fiche technique et Distribution.
Miral est un long métrage de Julian Schnabel d'après le roman éponyme de Rula Jebreal. Il a été présenté le 3 septembre 2010 à la Mostra de Venise 2010 et est sorti en France le 15 septembre 2010.

## Synopsis
Le récit se déroule de 1947 à 1993, et retrace la vie de trois femmes arabes de Palestine : Hind Husseini (cf. infra), une humaniste d'une grande famille de Jérusalem dévouée à la cause des orphelins palestiniens, ainsi que Nadia, une femme du peuple et sa fille Miral.
Le film présente Hind Husseini (Hiam Abbass) lors de la réception de Noël 1947 donnée par la colonie américaine (American Colony) de Jérusalem. Son destin change après le Plan de partage de la Palestine et la création de l'État d'Israël, en 1948 : se rendant à son travail, elle rencontre un jour 55 orphelins palestiniens dans la rue, venus de villages dévastés, notamment Deir Yassine. Elle décide de les prendre en charge, leur offrant nourriture et abri. En huit mois, le nombre des orphelins passe de 55 à presque 900 et l'orphelinat « Dar Al-Tifel Institute » est fondé. 
Le film évoque ensuite la période postérieure à la Guerre des Six jours (1967) à travers la vie de Nadia, que l'on voit quitter sa famille après avoir été violée par le mari de sa mère ; elle mène une vie instable aux contact des Israéliens et est condamnée à 6 mois de prison pour insultes. Là, elle fait la connaissance d'une militante condamnée pour terrorisme qui demande à un proche de l'épouser. Mais Nadia ne parvient pas à se stabiliser, bien qu'elle ait un enfant, le personnage éponyme du film, Miral, née en 1973. Nadia finit par se suicider par noyade.
À la suite de la mort de Nadia, le père de Miral met sa fille de 7 ans en pension dans l'institution de Hind Husseini. À l'époque de la première Intifada, les élèves de l'institution sont envoyées enseigner dans les camps de réfugiés privés de leurs instituteurs. Miral (Freida Pinto), qui a 17 ans, prend conscience du drame de son peuple et participe au mouvement. La meilleure amie de Miral est tuée au cours d'une manifestation. Miral se heurte à Hind Husseini qui ne veut pas que l'institution puisse être impliquée dans des activités anti-israéliennes. Elle entre cependant en contact avec des militants palestiniens et fréquente un des responsables de l'OLP (Organisation de Libération de la Palestine), Hani. Elle est impliquée dans un attentat (matériel) organisé par Hani et est arrêtée pendant 24 heures par la police israélienne, mais étant citoyenne d'Israël, est relâchée faute de charge catégorique. Il en résulte cependant des suspicions des militants palestiniens à son encontre.
Au moment où se déroulent les négociations d'Oslo en 1992-93, elle et Hani sont sur des positions favorables aux accords. Hani, dénoncé comme un traître, est exécuté par des militants radicaux. Miral se met un moment à l'abri dans sa famille à Haïfa, où son cousin envisage d'épouser une Israélienne juive avec laquelle Miral devient amie. De retour à Jérusalem, elle reçoit d'Hind Husseini la proposition de partir faire des études en Italie, ce qu'elle accepte.

## Fiche technique
- Réalisation : Julian Schnabel
- Scénario : Rula Jebreal, d'après son roman
- Photographie : Eric Gauthier
- Montage : Juliette Welfling
- Direction musicale : Julian Schnabel
- Supervision musicale : My Melody
- Décor : Yoel Herzberg[6]
- Costumes : Walid Mawed[7]
- Production : François-Xavier Decraene[8], Jon Kilik[9]
- Sociétés de production : Rotana Film Production, Pathé, Eran Riklis Productions, Eagle Pictures, India Take One Productions[10]
- Pays de production :  France,  Israël,  Italie,  Inde,  États-Unis,  Palestine
- Genre : drame
- Durée : 112 minutes
- Date de sortie : 
  - France : 15 septembre 2010

## Distribution

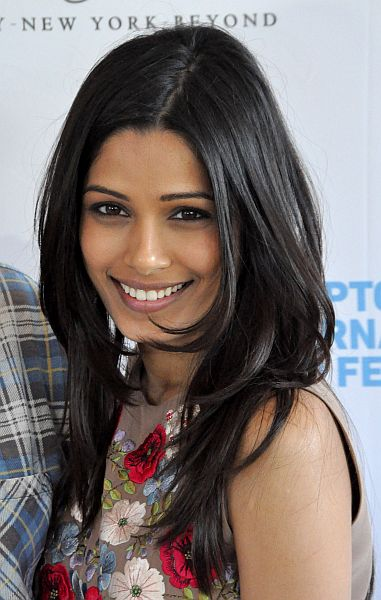
L'actrice principale Freida Pinto pour la présentation du film au Festival international du film des Hamptons 2010.

- Hiam Abbass (V. F. : elle-même) : Hind Husseini
- Freida Pinto (V. F. : Lina Soualem) : Miral, jeune femme
- Yasmine Al Massri : Nadia, mère de Miral
- Alexander Siddig (V. F. : Abdelhafid Metalsi) : Jamal, père de Miral
- Omar Metwally : Hani, responsable de l'OLP à Jérusalem, ami de Miral
- Willem Dafoe : Eddie, officier américain, ami de Hind Husseini
- Vanessa Redgrave : Bertha Spafford, personnalité de la colonie américaine de Jérusalem en 1947
- Stella Schnabel : Lisa
- Ruba Blal (V. F. : Meriem Serboh) : Fatima
- Makram Khoury : Khatib
- Doraid Liddawi : Sameer
- Shredi Jabarin : Ali
- Lana Zreik : Sara
- Jamil Khoury : frère Amin (crédité comme Jameel Khoury)
- Salwa Nakkara : la mère de Nadia

Source et légende : Version française (V. F.) sur le site d’AlterEgo (la société de doublage)

## Autour du film
(janvier 2011).

### Hind al-Husseini
Hind al-Husseini, née le 25 avril 1916, décédée le 13 septembre 1994, appartient à une grande famille arabe de Jérusalem, comme son cousin Abd al-Kader al-Husseini (1907-1948).
Dans les années 1930, elle fait des études d’éducatrice et joue un rôle dans des organisations d’étudiants, ainsi que dans l’Union des femmes arabes. Dans les années après la guerre, elle dirige un organisme charitable, la Social Work Endeavour Society.
En avril 1948, elle prend en charge 55 orphelins de Deir Yassin, d’abord dans deux pièces louées par son organisation, puis dans un couvent, puis, après le cessez-le-feu, dans la maison familiale, qui devient Dar al-Tifl al-Arabi (la maison des enfants arabes).
En 1982, Hind al-Husseini ajoute au Dar al-Tifl une institution pour l’enseignement supérieur féminin : Hind al-Husseini College for Women.

### Rula Jebreal
Le film et le roman sont largement autobiographiques, la vie de Miral retrace celle de Rula Jebreal.
Rula Jebreal est une arabe née en 1973 à Haïfa ; elle est à l'origine de nationalité israélienne, et a par la suite acquis la nationalité italienne. 
À la suite du suicide de sa mère, elle devient en 1978 élève du Dar al-Tifl ; en 1993, elle part en Italie poursuivre ses études, grâce à une bourse du gouvernement italien pour étudiants en médecine. Elle s’inscrit à l’université de Bologne mais ne mène pas ses études médicales jusqu’au bout. Elle reprend des études de journalisme et commence à travailler pour la presse en 1997, d’abord dans le domaine social, puis dans celui des affaires internationales, notamment sur le conflit israélo-palestinien. En 2003, elle entre à la télévision et s’installe à Rome en 2004. Sa compétence professionnelle a été reconnue par plusieurs prix depuis 2004 mais elle est en conflit avec les milieux berlusconistes : en 2006, elle a même été l’objet d'allusions racistes de la part du ministre Roberto Calderoli.
Elle publie trois livres : les romans Miral et La Promise d’Assouan, et un ouvrage d’entretiens Divieto di soggiorno concernant les immigrés en Italie. 
Relativement au conflit israélo-palestinien, elle assume la position « deux peuples, deux Etats » avec une alliance israélo-palestinienne contre les extrémistes religieux ; elle agit aussi pour la réalisation du droit à l'éducation des Palestiniennes. 
Autres sources
- Entretien de Rula Jebreal sur France 24
- Entretien pour OH ! Editions
- Entretien sur Public Sénat (début 2010) (minutes 26 à 32)